# Canarium australianum
Canarium australianum es una especie de árbol perteneciente a la familia Burseraceae, nativo de Australia y Papúa Nueva Guinea. 

## Características
Es un árbol que alcanza los 10-15 metros de altura y está muy ramificado. Sus hojas, opuestas, ovales de color verde y márgenes enteros. Sus flores son blancas y aparecen en noviembre-diciembre. Su aplanado fruto es de color azul y dos cm de longitud. 

## Propiedades
La infusión de su corteza detiene la diarrea y el dolor estomacal.

## Taxonomía
Canarium australianum fue descrita por Ferdinand von Mueller  y publicado en Fragmenta Phytographiæ Australiæ 3: 15. 1862.